# Night Time, My Time
Night Time, My Time  é o álbum de estreia da cantora americana Sky Ferreira lançado em 29 de outubro de 2013 pela Capitol Records. O álbum foi programado originalmente para ser lançado em 2011, seguido pelos singles ''17'', ''One'', e ''Obsession''. No entanto, os mesmos fracassaram comercialmente fazendo a gravadora adiar o lançamento do álbum. Muitas músicas foram gravadas para entrarem no álbum, algumas foram incluídas em dois EPs, sendo eles: As If! (2011) e  Ghost (2012).
Para obter o resultado final do álbum, Sky trabalhou com os produtores Ariel Rechtshaid, Justin Raisen, e Dan Nigro, que marcam uma mudança no estilo musical desde o material já lançado. O novo material explora um pouco da música pop dos anos 80, grunge e outros estilos de rock. As letras do álbum tratam  de diversos sentimentos, incluindo fracasso, amor e ódio. A capa do álbum foi fotografada pelo cineasta argentino Gaspar Noé, mostra a cantora em um banheiro com os seios à mostra. O álbum recebeu críticas positivas, foi listado em várias listas como um dos melhores álbuns de 2013. Estreou na US Billboard 200 na 45° posição e no Australian Albums Chart em 40°.
Night Time, My Time foi precedido pelo lançamento de seu primeiro single ''You're Not The One'', acompanhado de um clipe dirigido por Grant Singer. ''24 Hours'' e ''Boys'' foram lançadas como singles promocionais grátis digitalmente. Embora não tenha sido lançada com single ''Night Time, My Time'' faixa que leva o título do álbum teve seu videoclipe lançado.

## Antecedentes e desenvolvimento
Logo após lançar os singles ''17'', ''One'', e ''Obsession'', Ferreira anunciou que seu álbum de estreia seria lançado no dia 11 de janeiro de 2011 No entanto, o orçamento de Sky foi drasticamente reduzido resultando no cancelamento do álbum; Então o no lugar do álbum foi lançando o extended play (EP) As If!, que foi lançado no  dia 22 de Março de 2011. Mais tarde em Novembro de 2011, Sky disse que seu álbum seria lançado em 2012, e seu primeiro single seria lançado em Fevereiro. No mês seguinte ela revelou que estava em estúdio, trabalhando no seu álbum de estreia com o produtor Jon Brion e ''possivelmente'' Shirley Manson e Greg Kurstin. No começo de 2012, Sky mudou o nome do álbum para Wild at Heart, e confirmou que ''24 Hours'' e ''Swamp Girl'' estariam incluídas no álbum. Outra música intitulada ''Lost in My Bedroom'', foram divulgadas online em Março. Após lançar o videoclipe da Faixa ''Red Lips'' em junho, ela disse que havia renomeado o álbum novamente, e que o título seria I'm Not Alright. O álbum também brevemente renomeado para I Will.
Ferreira começou a trabalhar com produtor Ariel Rechtshaid, com quem ela entrou em contato e conheceu logo após ele ter escutado seu single ''One'' e consequentemente ''curtido'' sua página no Facebook. Logo após seu single ''Everything is Embarrasing'' inexplicavelmente se tornar popular em blogs de música indie, Sky lançou outro EP, Ghost, em 16 de Outubro de 2012. No começo de 2013, Ferreira pretendia lançar um álbum com uma mistura de músicas que ela havia escrito e gravado com Brion e os que ela havia escrito e gravado com Ariel Rechtshaid. Após o álbum ter enfrentado vários atrasos no lançamento, Ferreira decidiu continuar gravando com Ariel e o co-produtor Justin Raisen para fazer um álbum mais coesivo sonoramente, tirando as musicas produzidas por Brion do álbum. Logo após sua gravadora recusar financiar as sessões de gravação do álbum, Ferreira tirou dinheiro do próprio bolso que havia ganhado com seus trabalhos como modelo, para cobrir os custos das gravações e dos equipamentos da produção. Maior parte do álbum foi completamente gravada, mixada e masterizada em poucas semanas durante Agosto de 2013. No dia 29 de Agosto de 2013, Sky postou uma foto em sua página no Facebook indicando que havia finalizado a gravação.

## Composição
Musicalmente, Night Time, My Time explora estilos musicais diferentes daqueles ouvidos em seu último EP Ghost (2012). Enquanto o mesmo tinha uma sonoridade mais ''descontraída'' incorporando eletropop, synthpop e estilos acústicos O álbum aborda o pop anos 80 e música grunge, e também contém leves inspirações do art rock e rock psicodélico dos anos 80. As músicas ocasionalmente incluem guitarras e temas contundentes como em ''I Will'' e ''You're Not the One'', no entanto o álbum incorpora diversos gêneros musicais; incluindo new wave em ''Love in Stereo'' e ''24 Hours'', e Ska em ''Kristine''. Entre outros temas no álbum incluem samples de jogos arcade. A atmosfera do álbum é semelhante a de Best Coast, Garbage, e Siouxsie and the Banshees com suas ''músicas distorcidas''.
Ferreira que geralmente atinge notas baixas, explora múltiplos temas nas letras. Um deles é fracasso, provocado pela manipulação e opressão da gravadora. Sky afirmou que o álbum era uma chance dos ouvintes ''conhecerem ela'', e disse que se sentia como se tivesse controle total sobre as letras e temas abordados no álbum. Outros temas também abordados no disco são; amor, relações inconsistentes e feminismo. A personalidade dela é refletida através de uma escala de estados espirituais, frustrações e raiva em contraste com vulnerabilidade, ''redenção'' e auto-confiança. ''Night Time, My Time''o nome do álbum inspirado nas falas ditas pela personagem Laura Palmer no filme Twin Peaks: Fire Walk with Me (1992).

## Singles
O primeiro single do álbum é "You're Not the One". O videoclipe foi dirigido por Grant Singer. O segundo e útlimo single do álbum é "I Blame Myself", dirigido, também, por Grant Singer.
"Love In Stereo" seria o ultimo single, Sky chegou a gravar o vídeo, mas por motivos desconhecidos ele nunca foi lançado

## Faixas
1. Boys
2. Ain't Your Right
3. 24 Hours
4. Nobody Asked Me (If I Was Okay)
5. I Blame Myself
6. Omanko
7. You're Not the One
8. Heavy Metal Heart
9. Christine
10. I Will
11. Love in Stereo
12. Night Time, My Time

## Paradas musicais
| Paradas musicais (2013–14)     | Pico posição |
| ------------------------------ | ------------ |
| Austrália (ARIA)               | 40           |
| Reino Unido (UK Albums Chart)  | 73           |
| Estados Unidos (Billboard 200) | 45           |

## Histórico de lançamento
| Região         | Data                  | Formato                                   | Gravadora | Ref.          |
| -------------- | --------------------- | ----------------------------------------- | --------- | ------------- |
| Canada         | 29 de Outubro de 2013 | Digital download (iTunes Store exclusive) | Capitol   | [ 34 ]        |
| México         | 29 de Outubro de 2013 | Digital download (iTunes Store exclusive) | Capitol   | [ 35 ]        |
| Estados Unidos | 29 de Outubro de 2013 | Digital download (iTunes Store exclusive) | Capitol   | [ 36 ]        |
| Canadá         | 5 de Novembro de 2013 | CD download digital                       | Capitol   | [ 37 ]        |
| Estados Unidos | 5 de Novembro de 2013 | CD download digital                       | Capitol   | [ 38 ]        |
| Austrália      | 31 de Janeiro de 2014 | CD download digital                       | Universal | [ 39 ] [ 40 ] |
| Nova Zelândia  | 31 de Janeiro de 2014 | CD download digital                       | Universal | [ 41 ] [ 42 ] |
| Irlanda        | 14 de Março de 2014   | CD                                        | Polydor   | [ 43 ]        |
| França         | 17 de Março de 2014   | CD download digital                       | Capitol   | [ 44 ] [ 45 ] |
| Irlanda        | 17 de Março de 2014   | Download digital                          | Capitol   | [ 46 ]        |
| Reino Unido    | 17 de Março de 2014   | CD download digital                       | Polydor   | [ 47 ] [ 48 ] |
| Japão          | 23 de Julho de 2014   | CD download digital                       | Universal | [ 49 ] [ 50 ] |